# Русоцин (Опольське воєводство)
Русоцин (пол. Rusocin, нім. Riemertsheide) — село в Польщі, у гміні Ниса Ниського повіту Опольського воєводства.
Населення — 431 особа (2011).
У 1975-1998 роках село належало до Опольського воєводства.

## Демографія
Демографічна структура станом на 31 березня 2011 року:
|          | Загалом | Допрацездатний вік | Працездатний вік | Постпрацездатний вік |
| -------- | ------- | ------------------ | ---------------- | -------------------- |
| Чоловіки | 220     | 45                 | 158              | 17                   |
| Жінки    | 211     | 37                 | 129              | 45                   |
| Разом    | 431     | 82                 | 287              | 62                   |